# Церлевский Ункор
Церлёвский Ункор — опустевшая деревня в Пителинском районе Рязанской области. Входит в Нестеровское сельское поселение.

## География
Находится в северо-восточной части Рязанской области на расстоянии приблизительно 22 км на запад-юго-запад по прямой от районного центра поселка Пителино.

## История
На карте 1862 года деревня уже была отмечена. Она была основана выходцами из села Церлёво Чучковского района.

## Население
Численность населения не была учтена как в 2002 году, так и в 2010.